# Nizhal Thangals

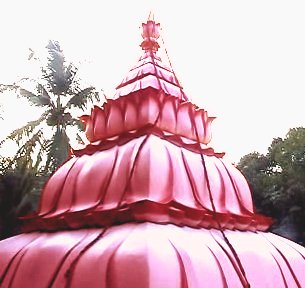
Un Nizhal Thangal près de Marthandam dans le Tamil Nadu

Un Nizhal Thangal (en Tamoul: நிழல் தாங்கல், parfois appelé Inai Thangals) est un simple temple de la religion Ayyavazhi dans le Sud de l'Inde, construit d'après les instructions du principal ouvrage sacré Akilattirattu Ammanai pour prier sans distinctions de race ou caste. La propreté est importante: il n'y a pas de sacrifices, pas d'encens, ni d'ârâtî ou poojari. Tandis que les pathi sont des lieux sacrés associés aux activités du principal dieu Ayya Vaikundar, les textes de l'Ayyavazhi définissent un Nizhal Thangal comme un simple centre de prières. Dans les premiers temps, beaucoup faisaient référence aux Nizhal Thangal en parlant de Narayanaswami koil ou Narayanaswami pathi.

## Histoire
Après l'épreuve de Vaikundar avec le roi de Travancore, ses disciples construisirent des centres religieux appelés Nizhal Thangal, en accord avec ses instructions pour répandre ses enseignements. L'Akilattirattu Ammanai les désignait comme des écoles religieuses. Les rapports du LMS discutent abondamment de ces centres religieux,,,. Le Tamoul est le langage officiel pour les prières, et elles sont adressées à Narayana, représentant la trinité de Brahma, Vishnu et Shiva. Les temples de Chettikudiyiruppu, Agastheeswaram, Paloor, Sundavilai, Vadalivilai, Kadambankulam et Pambankulam furent établis du temps de Vaikundar. Par la suite, un grand nombre de temples furent établis à travers l'Inde : il y en aurait maintenant plus de 8000, principalement dans les États voisins du sud du Tamil Nadu et Kerala,,. Ces temples ont pris place dans la vie sociale et religieuse des habitants : tous s'y retrouvaient sans distinction de castes. Ainsi, la façon dont ces temples étaient menés était révolutionnaire.

## Architecture et structure

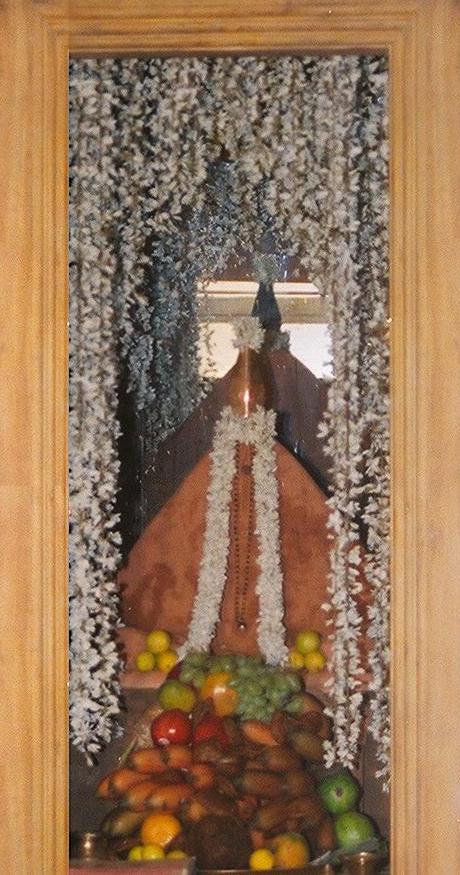
Le Palliyarai d'un Nizhal Thangal vers Thiruvattar dans le Tamil Nadu

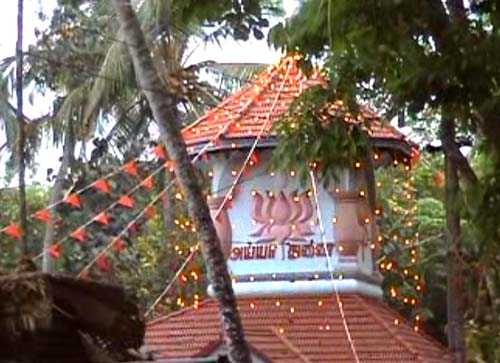
Le temple de Kokkanji

Contrairement aux Pathis, les Nizhal Thangals étaient de petite taille. Il n'y a ni mûrti ni idoles. Le palliyarai (sanctuaire) a l'air généralement similaire à ceux des Pathis, mais au lieu d'un piédestal on y trouvera des chaises, des guirlandes de Rudraksha (des fils avec des baies en chapelet), avec derrière des miroirs et devant des lampes à pétrole (kuthu vilakku) en cuivre. Dans certains des temples, on trouvera des couloirs internes comme dans les pathis, permettant de faire le tour du sanctuaire. Un hall jouxte le sanctuaire pour les prières. Pour quelques temples, on trouvera des mâts avec un drapeau, des vâhanas et des chariots du temple.

## Administration
Certains des temples ont été construits et maintenus par des particuliers, d'autres par des organisations variées ou construits comme endroit de rassemblement du village. Comme l'Ayyavazhi n'est pas une religion organisée au sens d'un commandement central, les temples ne sont pas officiellement contrôlés par le principal lieu sacré de Swamithoppe. Un rite des disciples était de faire poser les pierres fondatrices d'un temple par un membre de la dynastie payyan, auxquels il semble que les textes donnent effectivement un rôle spécial pour de telles tâches. Certains des temples servent de lieux mis à la disposition de la communauté, avec la possibilité de cuisiner en larges quantités, tandis que d'autres sont des écoles; certains peuvent avoir les deux rôles à la fois.

## Prières, rituels et fêtes

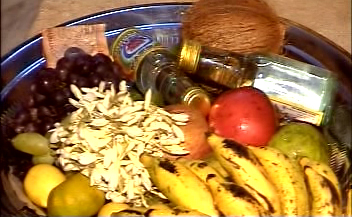
Un Churul pour être offert pendant la prière, dite Panividai

Bien que selon les textes, trois prières journalières sont communes pour les temples et les Pathis, la plupart des temples se contentent de conduire les Panividais deux fois par jour. Parmi les trois prières, on a Ukappadippu avec Pothippu à l'aube et au coucher, et Ucchippadippu au zénith. La plupart des temples ne font ce dernier rituel que sept fois le dimanche, ce qui permet de considérer qu'il est bien réalisé une fois pour chaque jour de la semaine. Il existe une tradition orale disant que Vaikundar a demandé à ses disciples de procéder ainsi pour leur confort. L'Anna Dharman (partage de la nourriture) a lieu les jours de l'Ucchippadippu, soit le dimanche dans la plupart des temples et parfois également le vendredi dans certains. On notera enfin que, comme certains temples ne sont gérés que par des particuliers, les Panividai n'y sont conduits qu'une fois par jour, dans la soirée.
Le Pai Vaippu est un festival pendant lequel le riz est bouilli dans du lait. De nos jours, il a lieu dans la plupart des temples de l'Ayyavazhi au moins une fois par mois, voire chaque semaine. Du riz cuit est également servi en supplément de ce 'Pal' et comme action de charité. Le service du Ukappadippu est alors étendu sous le nom de Periya Ukappadippu par les prières chantées Thana Niraivu Vasakam et Vazappadippu.

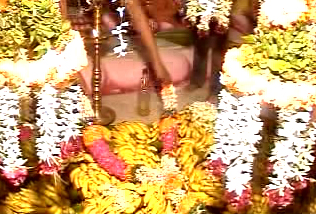
Préparatifs pour le festival de Thirukkalyana Vasippu

Les principales festivités prenant place dans les temples sont le Thiru Eadu Vasippu et le Vaikunda Avatharam; le premier dure plusieurs jours tandis que le second prend simplement une journée dans la plupart des temples. Certains temples ont également d'autres festivités annuelles. Le Thiru Eadu Vasippu est une observance (i.e. cérémonie) importante dans la religion Ayyavazhi : les prières du matin sont faites comme à l'accoutumée, tandis que dans la soirée, l'Akilathirattu Ammanai est lu mélodieusement par deux personnes, et une troisième en explique les versets. À la fin de chaque jour, l'Anna Dharman prend place. Dans beaucoup de temples, le festival dure dix-sept jours, comme dans les Pathi, et le contenu du livre est lu en entier; dans d'autres, la cérémonie varie entre trois et dix jours, en lisant des passages sélectionnés. Dans certains temples, la cérémonie est faite avec d'autres festivités annuelles tandis que d'autres temples célèbrent les festivités annuelles de façon séparée. Une de ces festivités est le Vahanam Eduppu pendant lequel on transporte l'asanam sur des vâhânas dans une procession suivie par les disciples.

## Citations
1. ↑  Cf. J.F.Gannaway,"Report of the James Town Mission District for the year 1863", in Annual Report of the Travancore District Committee in Connection with the LMS for the year 1863, page 4.
2. ↑  Frederick Baylis,"Report of the Neyoor Mission District", in ARTDC for the year 1869, page 15.
3. ↑  Ebenezer Lewis,"Report of the Santhapuram District for the year 1858", in ARTDC for the year 1858.
4. ↑  Frederick Wilkinson,"Report of the Nagercoil Mission District", in ARTDC for the year 1864, page 4.
5. ↑   Dr. C. Paulose's, Advaita Philosophy of Brahmasri Chattampi Swamikal, 2002, Chapter 2, page 24.
6. ↑   Tha.Krishna Nathan's, Ayyaa vaikuNdarin vaazvum sinthanaiyum (Tamil), Chapter - 4, page 83: "இதற்கு ஆதாரமாக அய்யா வைகுண்டரைத் தெய்வமாக ஏற்றுக்கொண்ட சுமார் 8000 - க்கும் மேற்பட்ட அய்யாவழிப் பதிகள் தமிழ்நாடு மற்றும் கேரளப்பகுதிகளில் இயங்குவதைக் கூறலாம்." (This citation was included here from Tamil wikipedia article)
7. ↑  Dr. C. Paulose, Advaita Philosophy of Brahmasri Chattampi Swamikal, (Doctoral thesis in Sree Sankaracaharaya University of Sanskrit, Kalady.) Page 24, "To propagate his teachings and ideas he opened upon 7 Pathis and 7 Tangs (The Primary Nizhal Thangals) in Travancore, hundreds of small pagodas (Nizhal Thangals) through out India." Accrediting the Worship centers of Ayyavazhi across India and so the Ayyavazhi followers.
8. ↑  Tha. Krishna Nathan's, ayyaa vaikuNdarin vaazvum sinthanaiyum (Tamil), Chapter - 4, page 83. (This citation was included here from Tamil wikipedia article).